# ألان لويس (لاعب اتحاد الرغبي)
ألان لويس (بالإنجليزية: Allan Lewis)‏ هو لاعب اتحاد الرغبي بريطاني، ولد في 7 أكتوبر 1942 في Blaenavon ‏ في المملكة المتحدة.